# La Montagne sacrée (film, 1973)
Ne pas confondre avec La Montagne sacrée, film de 1926 d'Arnold Fanck.
Pour les articles homonymes, voir Montagne sacrée (homonymie).
Pour plus de détails, voir Fiche technique et Distribution.
La Montagne sacrée  (titre original : La montaña sagrada) est un film américano-mexicain réalisé par Alejandro Jodorowsky, sorti en 1973.
Le film est librement inspiré du roman inachevé du poète René Daumal, Le Mont Analogue.

## Synopsis
Un homme ressemblant au Christ (Horácio Salinas) s'introduit dans une tour et y affronte un maître alchimiste (Alejandro Jodorowsky). Après l'avoir vaincu, ce dernier lui fait parcourir les premières étapes d'une initiation, puis lui présente sept personnes qui font partie des puissants de ce monde, chacun d'entre eux étant associé à une planète, au sens astrologique. Ces hommes et ces femmes sont prêts à tout abandonner pour obtenir le secret de l'immortalité. Le maître leur a promis de les conduire jusqu'aux neuf sages qui le détiennent au sommet de la Montagne sacrée.

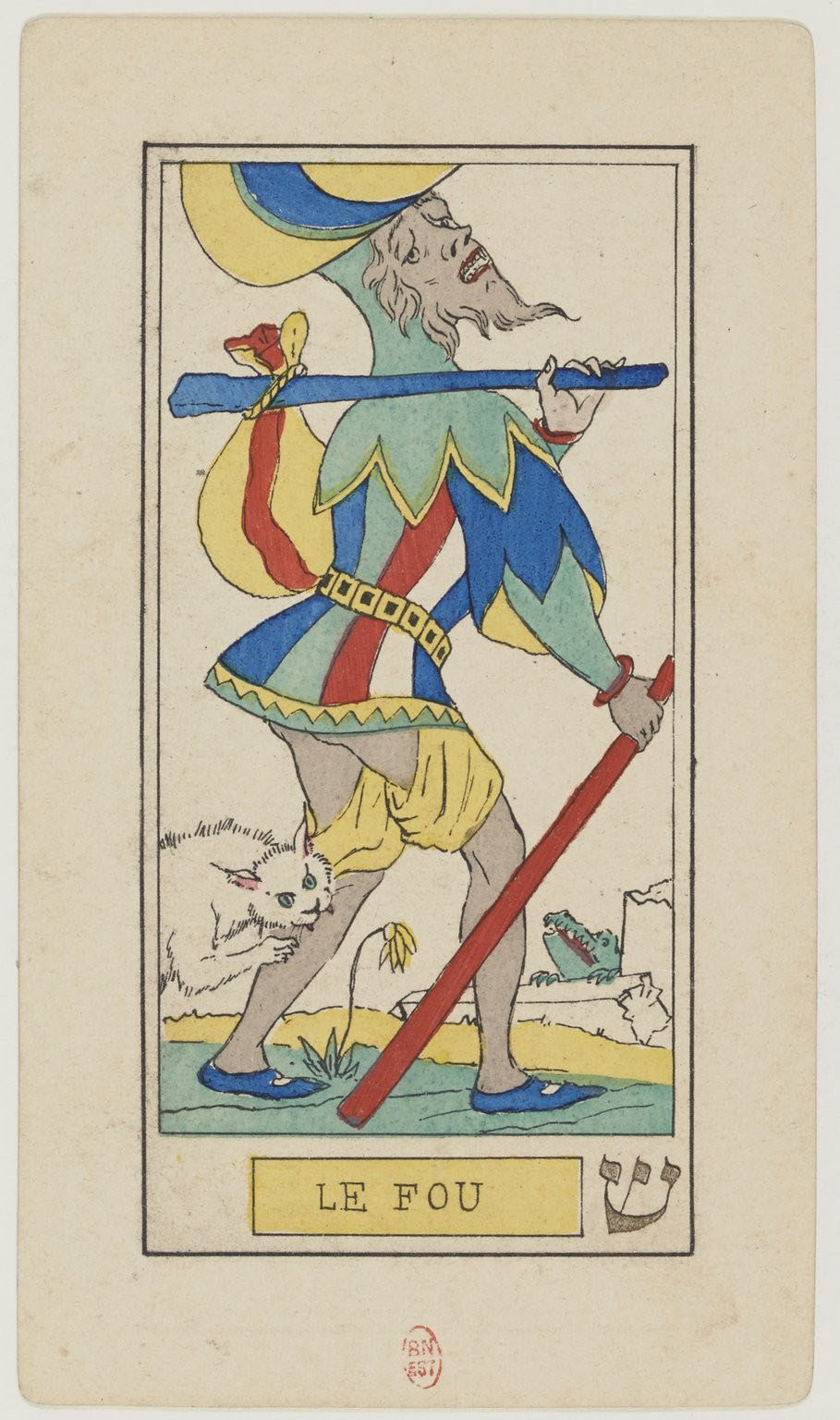
Le voleur vagabond est associé à la carte du fou dans le tarot de Marseille (scène introductive).

## Fiche technique
- Titre français : La Montagne sacrée[3]
- Titre espagnol et mexicain : La montaña sagrada
- Titre anglais et américain : The Holy Mountain également commercialisé sous le nom The Sacred Mountain
- Réalisation : Alejandro Jodorowsky
- Scénario : Alejandro Jodorowsky
- Montage : Federico Landeros
- Photographie : Rafael Corkidi
- Musique : A. Jodorowsky, Ronald Frangipane, Don Cherry
- Décors : A. Jodorowsky
- Production : A. Jodorowsky, R. Viskin, R. Taicher et Allen Klein, l'ancien manager des Beatles, qui financera le film sous la pression de John Lennon qui avait particulièrement apprécié El Topo[4].
- Sociétés de production : ABKCO Records, Producciones Zohar (non crédité)
- Sociétés de distribution : ABKCO Records (États-Unis), Gaumont Distribution (France), Camera One
- Pays de production :  Mexique |  États-Unis
- Langues de tournage : espagnol, anglais
- Format : Couleurs (Technicolor) — 35 mm — 2,35:1 — Son : Mono
- Genre : aventure, fantasy, surréalisme, film expérimental, film psychédélique
- Durée : 114 minutes (1 h 54)
- Dates de sortie :
  - France : mai 1973 (Festival de Cannes 1973) ; 15 janvier 1974 (en salles)
  - États-Unis : 29 novembre 1973
  - Mexique : 11 juillet 1975

## Distribution
- Alejandro Jodorowsky : l'alchimiste
- Horácio Salinas : le voleur vagabond
- Ramona Saunders : la disciple
- Juan Ferrara (es) : Fon
- Adriana Page : Isla
- Burt Kleiner : Klen
- Valérie Jodorowsky : Sel
- Nicky Nichols : Berg
- Richard Rutowsky : Axon
- Luis Lomeli : Lut
- Ana de Sade (es) : la prostituée
- David Silva : le père de Fon
- Blanca Sánchez (es) : la femme au miroir

## Personnages
Malgré une forte capacité à être interprété de multiples manières, le film présente des grands traits caractéristiques de la quête d'absolu. Tous les personnages ont une visée symbolique, et font référence à des stéréotypes de vices et de vertus : le voleur, nu et désespéré, cherche à transcender sa nature humaine par la religion, qui le déçoit vite (scène des moulages du Christ) après s'être maladroitement sociabilisé dans un monde de vulgarité, de violence et de cupidité sans mesure. Sa quête d'une vie plus signifiante passe par l'ésotérisme, incarné par l'alchimiste (campé par Jodorowsky en personne). Les sept compagnons du voleur représentent tous les maux de l'humanité, qui produisent l'illusion du bonheur mais l'éloignent chaque fois plus de sa nature.
- Fon ou Vénus (un jeune entrepreneur ambitieux) : symbolise la vanité vulgaire de la beauté, dominatrice et insatiable.
- Isla ou Mars (une marchande d'armes à la mode) : symbolise le bellicisme tout aussi dominatrice et insatiable.
- Klen ou Jupiter (un homme d'affaires d'âge mûr) : symbolise l'art et les artifices comme un consumérisme éloigné de toute sincérité.
- Sel ou Saturne (tantôt un clown habillé en évêque, tantôt une femme en élégante robe bleue) : symbolise la corruption de l'innocence par les doctrines fallacieuses.
- Berg, ou Uranus (un jeune homme infantile et dégingandé) : symbolise la dangereuse servilité de la science au service du pouvoir.
- Axon, ou Neptune (un général inflexible) : symbolise la répression militaire aveugle, masculiniste et sectaire.
- Lut, ou Pluton (un ingénieur dirigiste qui "dompte" les humains) : symbolise l'architecture et l'urbanisme au service d'un mode de vie de plus en plus aliénant.

La purification de ces allégories, qui mène à leur immortalité (que l'alchimiste dit pouvoir leur offrir grâce aux neuf sages immortels) passe par leur renoncement à tout : argent, orgueil, individualité (ils brûlent une statue les représentant).
Le Pantheon Bar, cimetière où les voyageurs égarés s'amusent sans fin, représente la tentation de rester coincé dans une vie hédoniste : le poète ambulant qui s'imagine, par ses vers médiocres, singer la nature ; l'alchimiste de pacotille prenant le LSD pour la pierre philosophale. Tous s'imaginent avoir conquis la montagne sacrée.
La prostituée rappelle Marie-Madeleine, pécheresse repentante qui, bien que d'humble condition, s'élève par l'amour qu'elle voue au voleur.

## Autour du film
Pour le tournage qui dura 6 mois, comme il le raconte, Jodorowsky imposa à ses interprètes de vivre l'expérience décrite par le film : ainsi en dormant très peu, en travaillant sans arrêt, sans sexe, sans drogue, il a fini par créer une sorte de « confrérie ».
À la suite du succès de El Topo auprès des milieux des stars de rock (John Lennon et Yoko Ono, ou Peter Gabriel notamment), le financement de ce film est plus facile. « On m'a donné un million de dollars pour faire ce que je voulais », confie le cinéaste.

## Postérité
L'héritage du film, est particulièrement marqué, notamment sur d'autres artistes : 
- Le 10 septembre 2023 pour clore l'Étrange Festival, le Forum des images de Paris laisse le réalisateur russe Kirill Serebrennikov organiser une masterclass avec la projection d'un film de son choix. Ce dernier choisit La Montagne sacrée et invite Alejandro Jodorowsky. Au cours d'une discussion il dit: « Le cinéma est un royaume, et vous, vous en êtes le grand magicien »[10].
- Pour le clip de la chanson Gracias sortie en 2015 le groupe de rap rennais Columbine a utilisé des extraits du film.